# Alelia Murphy
Alelia Murphy (Grifton, 6 juli 1905 - New York, 23 november 2019) was een Amerikaanse supereeuwelinge.

## Biografie
Alelia Murphy werd in 1905 geboren als Alelia Stewart, als een van de twaalf kinderen van John en Hattie Stewart. Ze huwde in 1926 met Furd Murphy. 
Na de dood van Mary Ana Long op 16 oktober 2019 werd ze de oudste inwoner van de Verenigde Staten. Ten tijde van haar overlijden was ze de op vier na oudste mens ter wereld. Ze werd als oudste inwoner van de Verenigde Staten opgevolgd door Hester Ford.